# 学生評論
学生評論は、1930年代から1950年代に発行されていた雑誌。

## 概要
1933年の滝川事件の支援運動に参加した京都帝国大学の学生らにより、1936年5月7日創刊。彼らは、月刊誌『世界文化』や週刊紙『土曜日』を発行していたグループとの若干の関連をもち、のち二次にわたって検挙を受けている。
1937年6月15日第10号まで反ファシズムの立場から編集・発行された 
。編集発行人草野昌彦、出版社大同書院。 
1946年10月再刊。少なくとも、1951年5月、第9号まで発行された。

## 関連文献
- 草野敏彦編著『くるみの木 バカがいとることおことわり』文芸社、2007年8月